# Tú sí que vales (Italia) (quarta edizione)
La quarta edizione del talent show Tú sí que vales è andata in onda ogni sabato in prima serata su Canale 5 dal 30 settembre al 9 dicembre 2017 per undici puntate.
I presentatori di questa edizione sono stati Belén Rodríguez, Alessio Sakara (presente solo per le prime cinque puntate) e Martín Castrogiovanni, mentre i giudici di questa edizione sono stati sempre Maria De Filippi, Gerry Scotti, Rudy Zerbi e Teo Mammucari, sia Mara Venier nel ruolo di giudice popolare. Le registrazioni si sono svolte sempre presso lo studio 8 del Centro Titanus Elios di Roma.
L'edizione è stata vinta da Salah The Entertainer, che si è aggiudicato il montepremi di 100000 €.

## La giuria popolare
La giuria popolare in questa edizione è sempre comandata da Mara Venier. Il giudice popolare ha lo stesso potere inferiore dell'anno precedente rispetto agli altri giudici, infatti può allungare le esibizioni senza però bloccarle.

## Novità
- Per quanto riguarda la conduzione, lo chef Simone Rugiati è stato sostituito da Martín Castrogiovanni, affiancato, solo nelle prime cinque puntate, da Alessio Sakara.
- Questa edizione di Tú sí que vales è caratterizzata da un notevole aumento dei telespettatori, sia in valori assoluti che in share, riuscendo a vincere ogni sabato sera, toccando punte di oltre 6.700.000 telespettatori[1] e arrivando a picchi di 45% di share. Per questi motivi, infatti, si è deciso di allungare di due puntate la trasmissione.

## Audizioni
Legenda:
     Il concorrente è in finale
     Concorrenti appartenenti alla Scuderia Scotti

### Prima puntata
La prima puntata di Audizioni è andata in onda il 30 settembre 2017. I concorrenti ammessi in questa puntata sono:
| Nome artista            | Genere                      | Voto dei giudici | Voto della giuria popolare |
| ----------------------- | --------------------------- | ---------------- | -------------------------- |
| Ben Blaque              | Fachiro                     | 4 vale           | 98% positivo               |
| Massimiliano Piffaretti | Wakeboarder                 | 4 vale           | 100% positivo              |
| Antonio Leidi           | Ballerino comico            | 2 vale           | 59% positivo               |
| Maurizio Indelicato     | Cantante lirico             | 4 vale           | 100% positivo              |
| Legion Malambo          | Ballerini                   | 4 vale           | 100% positivo              |
| Nico Acampora - PizzAut | Pizzaioli disabili          | 4 vale           | 100% positivo              |
| Finger Tatting          | Mimi con le mani            | 4 vale           | 94% positivo               |
| Angelica Moroso         | Bambina con gioco di logica | 4 vale           | 79% positivo               |
| Vito Scano              | Anziano cantante comico     | 1 vale           | 100% positivo              |
| Antonio Terranova       | Mentalista                  | 3 vale           | 84% positivo               |
| Il Sognambulo           | Attore teatrale             | 4 vale           | 75% positivo               |
| Tony Chapek             | Illusionista informatico    | 4 vale           | 96% positivo               |
| Dario e la sua band     | Cantanti e musicisti        | 4 vale           | 98% positivo               |
| Walter Morelli          | Telecronista comico         | 3 vale           | 71% negativo               |
| Carlos Zaspel           | Acrobata                    | 4 vale           | 89% positivo               |
| Pupo Ciociaro           | Imitatore di Pupo           | 2 vale           | 77% positivo               |
| Tique le petit bleu     | Burattinai                  | 4 vale           | 51% positivo               |
| Tony Pacino             | Cantante                    | 3 vale           | 57% negativo               |
| Ryan Stock              | Fachiro                     | 3 vale           | 76% negativo               |
| Paolo Casagrande        | Inventore comico            | 2 vale           | 63% positivo               |

- Accedono direttamente in finale Massimiliano Piffaretti, wakeboarder, i ballerini Legion Malambo e il gruppo sociale PizzAut.

### Seconda puntata
La seconda puntata di Audizioni è andata in onda il 7 ottobre 2017. I concorrenti ammessi in questa puntata sono:
| Nome artista         | Genere                             | Voto dei giudici | Voto della giuria popolare |
| -------------------- | ---------------------------------- | ---------------- | -------------------------- |
| Nino Scaffidi        | Addestratore di insetti e aracnidi | 4 vale           | 52% negativo               |
| Maurizio Zavatta     | Equilibrista                       | 4 vale           | 100% positivo              |
| Michael Lee          | Tricker con il fumo                | 4 vale           | 88% positivo               |
| Marcello e Andrea    | Comici                             | 4 vale           | 66% positivo               |
| Ion Dodon            | Cantante                           | 4 vale           | 98% positivo               |
| Aerogravity          | Volatori nella galleria del vento  | 4 vale           | 92% positivo               |
| Itan Jahic           | Bambino mago                       | 4 vale           | 96% positivo               |
| Umbilical Brothers   | Illusionisti informatici e comici  | 3 vale           | 53% negativo               |
| Kevin Delcò          | Acrobata                           | 4 vale           | 97% positivo               |
| Nino                 | Cantante comico                    | 2 vale           | 52% positivo               |
| Andriy Romanovskyy   | Contorsionista                     | 4 vale           | 96% positivo               |
| Do It Nao            | Intelligenza artificiale           | 4 vale           | 98% positivo               |
| Andalousi            | Ballerino                          | 4 vale           | 94% positivo               |
| Steve Waite          | Escapologo                         | 4 vale           | 88% positivo               |
| Sensei               | Rapper                             | 1 vale           | 77% positivo               |
| Catwall              | Saltano sui tappeti elastici       | 4 vale           | 90% positivo               |
| Duo Twerking         | Ballerine di twerking              | 3 vale           | 63% negativo               |
| Franky               | Inventore                          | 4 vale           | 87% positivo               |
| Full Project Company | Crew                               | 4 vale           | 96% positivo               |
| Tira e Molla         | Biliardino umano                   | 4 vale           | 76% negativo               |

- Accede direttamente in Finale Maurizio Zavatta, equilibrista.

### Terza puntata
La terza puntata di Audizioni è andata in onda il 14 ottobre 2017. I concorrenti ammessi in questa puntata sono:
| Nome artista                        | Genere                    | Voto dei giudici | Voto della giuria popolare |
| ----------------------------------- | ------------------------- | ---------------- | -------------------------- |
| Bubble Boy                          | Comico                    | 4 vale           | 52% positivo               |
| Matteo Benvenuti                    | Bambino cantante          | 4 vale           | 96% positivo               |
| Michele Nitti                       | Mimo                      | 2 vale           | 76% positivo               |
| No Gravity Dance Company            | Illusionisti e ballerini  | 4 vale           | 90% positivo               |
| 3J                                  | Giocolieri                | 4 vale           | 96% positivo               |
| Giancarlo Rizzato e Renato Barbieri | Cantanti comici           | 2 vale           | 61% positivo               |
| Devin e Andrea                      | Ginnasti                  | 4 vale           | 98% positivo               |
| Vladimir Georgievisky               | Acrobata e comico         | 4 vale           | 94% positivo               |
| Sonia                               | Ballerina disabile        | 4 vale           | 86% positivo               |
| Baby Let Me Fly                     | Pattinatori a rotelle     | 4 vale           | 89% positivo               |
| Zack e Stan                         | Maghi                     | 4 vale           | 93% positivo               |
| La Combriccola del Blasco           | Tribut band a Vasco Rossi | 3 vale           | 90% positivo               |
| Maxim Popazov                       | Acrobata e equilibrista   | 4 vale           | 98% positivo               |
| Iizuka                              | Comico                    | 2 vale           | 83% positivo               |
| Gianfranco Butinar                  | Imitatore e comico        | 4 vale           | 85% positivo               |
| Simone Villa                        | Ballerino                 | 4 vale           | 77% positivo               |
| Cirque La Compagnie                 | Acrobati                  | 4 vale           | 92% positivo               |
| Patrik Pambianco                    | Cantante                  | 4 vale           | 98% positivo               |
| Janet Fischietto                    | Artista di burlesque      | 3 vale           | 60% negativo               |
| Tommaso Daigoro                     | Football freestyler       | 4 vale           | 82% positivo               |
| Josephine Lee                       | Maga                      | 4 vale           | 94% positivo               |
| Paco e Francesca                    | Inventori                 | 4 vale           | 85% positivo               |
| Quelli dell'ultimo banco            | Battaglia navale umana    | 2 vale           | 54% positivo               |
| Paolo Schianchi                     | Chitarrista               | 4 vale           | 86% positivo               |

### Quarta puntata
La quarta puntata di Audizioni è andata in onda il 21 ottobre 2017. I concorrenti ammessi in questa puntata sono:
| Nome artista         | Genere                            | Voto dei giudici | Voto della giuria popolare |
| -------------------- | --------------------------------- | ---------------- | -------------------------- |
| Miro Rillo           | Ballerino                         | 4 vale           | 93% positivo               |
| Giovanni Cervelli    | Cantante lirico                   | 4 vale           | 98% positivo               |
| YUDI                 | Ballerini e illusionisti          | 4 vale           | 98% positivo               |
| The Quiddlers        | Comici                            | 4 vale           | 84% positivo               |
| Duo Ice              | Atleti di mano a mano e ballerini | 4 vale           | 100% positivo              |
| Claudio Fatibene     | Cantante comico                   | 1 vale           | 76% positivo               |
| Nicholas Pellini     | Bambino ballerino di tip tap      | 4 vale           | 100% positivo              |
| Geometrie Variable   | Ballerini                         | 4 vale           | 83% positivo               |
| Vincenzo Grosso      | Mago comico                       | 4 vale           | 63% positivo               |
| Jan Reinder          | Memorizzatore e fachiro           | 2 vale           | 88% positivo               |
| Famiglia Mirabella   | Saltimbanchi                      | 4 vale           | 77% positivo               |
| Yann Frisch          | Mago                              | 4 vale           | 96% positivo               |
| Design Kontrol       | Acrobati sul monociclo            | 4 vale           | 98% positivo               |
| Damiano              | Ballerino                         | 3 vale           | 78% positivo               |
| Mario Cerra          | Cantante di serenate              | 1 vale           | 82% positivo               |
| Yenivatov Oleksandr  | Contorsionista                    | 4 vale           | 87% positivo               |
| DavideKyo            | Cantante e animatori              | 3 vale           | 78% positivo               |
| True Tricks          | Acrobati                          | 4 vale           | 88% positivo               |
| Amy G                | Comica                            | 4 vale           | 67% positivo               |
| Maurizio Di Girolamo | Imitatore                         | 1 vale           | 96% positivo               |
| Flash Mob            | Ballerini spogliarellisti         | 3 vale           | 87% positivo               |
| Simone Pilo          | Comico                            | 4 vale           | 76% positivo               |

- Accedono direttamente alla Finale il Duo Ice, atleti di mano a mano e ballerini, e il piccolo ballerino Nicholas Pellini.

### Quinta puntata
La quinta puntata di Audizioni è andata in onda il 28 ottobre 2017. I concorrenti ammessi in questa puntata sono:
| Nome artista            | Genere                        | Voto dei giudici | Voto della giuria popolare |
| ----------------------- | ----------------------------- | ---------------- | -------------------------- |
| Hypnoteam               | Ipnotizzatori                 | 4 vale           | 64% positivo               |
| Milano Bike Trial       | BMX Freestylers               | 4 vale           | 98% positivo               |
| Isidoro Special Trainer | Cantante comico               | 1 vale           | 83% positivo               |
| Up and Over It          | Ballerini con le mani         | 4 vale           | 98% positivo               |
| Salah the Entertainer   | Ballerino                     | 4 vale           | 100% positivo              |
| Noemi                   | Cantante                      | 4 vale           | 94% positivo               |
| Ben Finch-Brown         | Acrobata                      | 4 vale           | 98% positivo               |
| Antonio                 | Cantante                      | 3 vale           | 68% positivo               |
| Berywam                 | Beatboxers                    | 4 vale           | 94% positivo               |
| Nicola Pesaresi         | Ventriloquo                   | 4 vale           | 82% positivo               |
| Super Troopers          | Ballerini comici              | 3 vale           | 60% positivo               |
| Sara Lady of Magic      | Illusionisti                  | 4 vale           | 98% positivo               |
| Magic Voice             | Cantante comico               | 2 vale           | 61% positivo               |
| Cristopher Castellini   | Mentalista disabile           | 4 vale           | 98% positivo               |
| Jerry Tremblay          | Acrobata con la bici e comico | 4 vale           | 92% positivo               |
| Duo Hand 2 Stand        | Ginnasti e ballerini          | 4 vale           | 97% positivo               |
| Zahir Circo             | Comici                        | 4 vale           | 71% positivo               |
| Davide Santacolomba     | Pianista con problemi uditivi | 4 vale           | 100% positivo              |
| Tutto Slot              | Pista di macchinine umana     | 4 vale           | 52% positivo               |
| Borraccino              | Showman                       | 3 vale           | 74% negativo               |
| Cabaret Decadanse       | Burattinai                    | 4 vale           | 80% positivo               |
| Musica da Ripostiglio   | Band                          | 4 vale           | 94% positivo               |

- Accedono direttamente alla Finale Salah the Entertainer, ballerino, e il pianista Davide Santacolomba, che ha problemi uditivi.

### Sesta puntata
La sesta puntata di Audizioni è andata in onda il 4 novembre 2017. I concorrenti ammessi in questa puntata sono:
| Nome artista                | Genere                  | Voto dei giudici | Voto della giuria popolare |
| --------------------------- | ----------------------- | ---------------- | -------------------------- |
| Paddy Jones y Nico Espinosa | Ballerini               | 4 vale           | 98% positivo               |
| Peter Norgaard              | Ventriloquo e imitatore | 4 vale           | 78% positivo               |
| Lele Sandoz                 | Cantante comico         | 2 vale           | 73% positivo               |
| Matthew Richardson          | Acrobata con il cerchio | 4 vale           | 100% positivo              |
| Evolution Tango             | Ballerini               | 4 vale           | 98% positivo               |
| Massimo Contati             | Mago comico             | 4 vale           | 92% positivo               |
| Quatuor Stomp               | Acrobati                | 4 vale           | 98% positivo               |
| Incanto Quartet             | Cantanti liriche        | 2 vale           | 79% positivo               |
| Demian                      | Escapologo              | 4 vale           | 96% positivo               |
| Giulio Lanzafame            | Giocoliere              | 4 vale           | 64% positivo               |
| Face Team                   | Cestisti                | 4 vale           | 98% positivo               |
| Trio Jolie                  | Ginnaste e ballerine    | 4 vale           | 92% positivo               |
| Hugo Ouellet Coté           | Ginnasta                | 4 vale           | 92% positivo               |
| Rocco Santoro               | Ballerino comico        | 3 vale           | 57% negativo               |
| Rogue                       | Mentalista              | 3 vale           | 60% positivo               |
| Russian Bar Team            | Acrobati                | 4 vale           | 88% positivo               |
| Fabio Di Picche             | Mago                    | 4 vale           | 82% positivo               |
| Daniel                      | Cantante                | 4 vale           | 78% positivo               |

### Settima puntata
La settima puntata di Audizioni è andata in onda l'11 novembre 2017. I concorrenti ammessi in questa puntata sono:
| Nome artista             | Genere                               | Voto dei giudici | Voto della giuria popolare |
| ------------------------ | ------------------------------------ | ---------------- | -------------------------- |
| I-Team                   | Acrobati                             | 4 vale           | 96% positivo               |
| Addeo Francesco          | Mentalista                           | 3 vale           | 56% positivo               |
| Lutz Eichholz            | Monociclista                         | 3 vale           | 82% positivo               |
| Vincenzo Scappaticci     | Anziano ballerino comico             | 1 vale           | 94% positivo               |
| Alain Robert             | Arrampicatore                        | 4 vale           | 98% positivo               |
| Annette & Yannick        | Pattinatori                          | 4 vale           | 98% positivo               |
| Big Bubble Soccer Italia | Giocatori di bubble soccer           | 2 vale           | 56% positivo               |
| M. Biagiotti & L. Rosati | Automobilisti                        | 4 vale           | 95% positivo               |
| I Gemelli di Guidonia    | Cantanti comici                      | 4 vale           | 100% positivo              |
| Antonio Vargas Monitel   | Ginnasta                             | 4 vale           | 74% positivo               |
| Matteo Girardi           | Cuoco                                | 4 vale           | 57% negativo               |
| Charlotte ed Emma        | Acrobate                             | 4 vale           | 80% positivo               |
| Cosmary Fasanelli        | Ballerina                            | 4 vale           | 60% positivo               |
| Walter Klinkov           | Monologhista e mago                  | 4 vale           | 88% positivo               |
| Nicola Ielpo             | Ballerino comico                     | 1 vale           | 76% positivo               |
| Federico Mello           | Fotografo                            | 3 vale           | 92% negativo               |
| David Pereira            | Ballerino, ginnasta e contorsionista | 4 vale           | 96% positivo               |
| The Hoppers              | Ballerini                            | 3 vale           | 88% positivo               |
| Johnny Filion            | Giocoliere comico                    | 4 vale           | 66% positivo               |
| Melodie Lamoreux         | Artista con gli hula-hoop            | 4 vale           | 96% positivo               |
| Jetsurf Team             | Jetsurfers                           | 4 vale           | 80% positivo               |
| Compagnia Autoportante   | Equilibristi                         | 4 vale           | 82% positivo               |
| Sebastian Matt           | Mago comico                          | 3 vale           | 62% negativo               |

### Ottava puntata
L'ottava puntata di Audizioni è andata in onda il 18 novembre 2017. I concorrenti ammessi in questa puntata sono:
| Nome artista              | Genere                   | Voto dei giudici | Voto della giuria popolare |
| ------------------------- | ------------------------ | ---------------- | -------------------------- |
| Glenn Folco               | Giocoliere               | 4 vale           | 98% positivo               |
| Tanabay                   | Ballerino                | 4 vale           | 93% positivo               |
| Olivier Sylvestre         | Acrobata con il cerchio  | 4 vale           | 96% positivo               |
| Gabriele Listrani         | Anziano cantante         | 4 vale           | 82% positivo               |
| Bruno Dream               | Cantante comico          | 4 vale           | 68% positivo               |
| Chaix Brothers            | Aeromodellisti           | 4 vale           | 88% positivo               |
| Barelly Methodical Troupe | Acrobati e ballerini     | 4 vale           | 91% positivo               |
| Mister David              | Escapologo               | 2 vale           | 84% positivo               |
| Antonio D'Angelo          | Cantante comico          | 1 vale           | 92% positivo               |
| Flying Jumpers Italia     | Tuffatori                | 4 vale           | 100% positivo              |
| Simon Pierro              | Illusionista informatico | 4 vale           | 96% positivo               |
| Antonio Casanova          | Pianista                 | 4 vale           | 91% positivo               |
| Damat                     | Percussionista           | 4 vale           | 98% positivo               |
| Denys Dytyniuk            | Pittore                  | 4 vale           | 98% positivo               |
| Suren & Karyna            | Acrobati                 | 4 vale           | 97% positivo               |
| Giulio De Ranieri         | Cantante                 | 1 vale           | 78% positivo               |
| Silvio Di Fabio           | Memorizzatore            | 4 vale           | 79% positivo               |
| Didoni, Lanzoni, Pirini   | Cantanti                 | 4 vale           | 63% positivo               |
| DDF Crew                  | Saltano la corda         | 4 vale           | 96% positivo               |
| Lara e Angelo             | Inventori                | 4 vale           | 80% positivo               |
| Lucia Pittalis            | Truccatrice              | 4 vale           | 90% positivo               |

- Accedono direttamente in finale i Flying Jumpers Italia, tuffatori.

### Nona puntata
La nona puntata di Audizioni è andata in onda il 25 novembre 2017. I concorrenti ammessi in questa puntata sono:
| Nome artista                      | Genere                         | Voto dei giudici | Voto della giuria popolare |
| --------------------------------- | ------------------------------ | ---------------- | -------------------------- |
| Flying Bebop                      | Ballerino con droni            | 4 vale           | 98% positivo               |
| Psychiatric Alcatraz              | Acrobati                       | 4 vale           | 68% positivo               |
| Michele Cafaggi                   | Artista con le bolle di sapone | 4 vale           | 85% positivo               |
| Alessandro Spina                  | Canta mentre salta la corda    | 3 vale           | 87% positivo               |
| Kenny Thomas                      | Motociclista                   | 4 vale           | 96% positivo               |
| 'Ebbanesis                        | Cantanti comiche               | 4 vale           | 90% positivo               |
| Novruzov Brothers                 | Atleti di mano a mano comici   | 4 vale           | 92% positivo               |
| Passo nel tempo                   | Crew                           | 4 vale           | 80% positivo               |
| Bungee Runners                    | Corrono sui gonfiabili         | 4 vale           | 58% negativo               |
| Sinfonico Honolulu                | Band                           | 4 vale           | 98% positivo               |
| Viktor Shishko                    | Mago                           | 4 vale           | 98% positivo               |
| Emily Nicole Tucker               | Ginnasta                       | 4 vale           | 98% positivo               |
| Canhead                           | Ventosa umana                  | 4 vale           | 88% positivo               |
| Miguel Pole Aerea                 | Acrobata                       | 3 vale           | 94% positivo               |
| Lorenzo Sabatini                  | Performer con lo yo-yo         | 4 vale           | 93% positivo               |
| I Kiss Divers                     | Apneisti                       | 4 vale           | 68% positivo               |
| Starman                           | Mago                           | 4 vale           | 94% positivo               |
| Manila Flamini e Giorgio Minisini | Nuotatori sincronizzati        | 4 vale           | 90% positivo               |

## Semifinale
I concorrenti ammessi alla Semifinale, andata in onda in diretta il 2 dicembre 2017, sono:
| Nome artista          | Genere                        |
| --------------------- | ----------------------------- |
| Ben Blaque            | Fachiro                       |
| Maurizio Indelicato   | Cantante lirico               |
| Ion Dodon             | Cantante                      |
| Full Project Company  | Crew                          |
| Miro Rillo            | Ballerino                     |
| Giovanni Cervelli     | Cantante lirico               |
| True Tricks           | Acrobati                      |
| Berywam               | Beatboxers                    |
| Jerry Tremblay        | Acrobata con la bici e comico |
| Massimo Contati       | Mago comico                   |
| Annette & Yannick     | Pattinatori                   |
| I Gemelli di Guidonia | Cantanti comici               |
| Charlotte ed Emma     | Acrobate                      |
| Tanabay               | Ballerino                     |
| Psychiatric Alcatraz  | Acrobati                      |
| Novruzov Brothers     | Atleti di mano a mano comici  |

- I 16 semifinalisti sono stati divisi in 4 quartine; al termine delle esibizioni di ogni quartina viene aperto il Televoto: il concorrente con il maggior numero di voti accede direttamente alla Finale, mentre il secondo e il terzo classificato, proclamati in ordine casuale, si sottomettono al giudizio dei giudici (compresa Mara Venier), che decidono chi dei due far passare in Finale.

### Primo Gruppo
| Nome artista          | Genere                       | % Televoto | Voti ricevuti dai giudici | Esito sfida               |
| --------------------- | ---------------------------- | ---------- | ------------------------- | ------------------------- |
| Tanabay               | Ballerino                    | 12%        |                           | Eliminato                 |
| Novruzov Brothers     | Atleti di mano a mano comici | 35%        |                           | Finalisti                 |
| I Gemelli di Guidonia | Cantanti comici              | 34%        | 2                         | Eliminati al ballottaggio |
| True Tricks           | Acrobati                     | 19%        | 3                         | Finalisti al ballottaggio |

### Secondo gruppo
| Nome artista         | Genere                        | % Televoto | Voti ricevuti dai giudici | Esito sfida               |
| -------------------- | ----------------------------- | ---------- | ------------------------- | ------------------------- |
| Full Project Company | Crew                          | 30%        | 3                         | Finalisti al ballottaggio |
| Ben Blaque           | Fachiro                       | 13%        |                           | Eliminato                 |
| Maurizio Indelicato  | Cantante lirico               | 43%        |                           | Finalista                 |
| Jerry Tremblay       | Acrobata con la bici e comico | 14%        | 2                         | Eliminato al ballottaggio |

### Terzo gruppo
| Nome artista      | Genere      | % Televoto | Voti ricevuti dai giudici | Esito sfida               |
| ----------------- | ----------- | ---------- | ------------------------- | ------------------------- |
| Annette & Yannick | Pattinatori | 23%        | 3                         | Finalisti al ballottaggio |
| Ion Dodon         | Cantante    | 33%        |                           | Finalista                 |
| Charlotte ed Emma | Acrobate    | 18%        |                           | Eliminate                 |
| Miro Rillo        | Ballerino   | 26%        | 2                         | Eliminato al ballottaggio |

### Quarto gruppo
| Nome artista         | Genere          | % Televoto | Voti ricevuti dai giudici | Esito sfida               |
| -------------------- | --------------- | ---------- | ------------------------- | ------------------------- |
| Berywam              | Beatboxers      | 40%        |                           | Finalisti                 |
| Massimo Contati      | Mago comico     | 31%        | 1                         | Eliminato al ballottaggio |
| Psychiatric Alcatraz | Acrobati        | 6%         |                           | Eliminati                 |
| Giovanni Cervelli    | Cantante lirico | 23%        | 4                         | Finalista al ballottaggio |

- Alla fine della Semifinale un video riassuntivo dei finalisti rivela che i Flying Jumpers Italia, per motivi ignoti, non parteciperanno alla Finale.

## Finale
I concorrenti ammessi alla Finale (che è andata in onda in diretta il 9 dicembre 2017) sono:
| Nome artista            | Genere                            |
| ----------------------- | --------------------------------- |
| Massimiliano Piffaretti | Wakeboarder                       |
| Legion Malambo          | Ballerini                         |
| Nico Acampora - PizzAut | Pizzaioli disabili                |
| Maurizio Zavatta        | Equilibrista                      |
| Duo Ice                 | Atleti di mano a mano e ballerini |
| Nicholas Pellini        | Bambino ballerino di tip tap      |
| Salah the Entertainer   | Ballerino                         |
| Davide Santacolomba     | Pianista con problemi uditivi     |
| Maurizio Indelicato     | Cantante lirico                   |
| Ion Dodon               | Cantante                          |
| Full Project Company    | Crew                              |
| Giovanni Cervelli       | Cantante lirico                   |
| True Tricks             | Acrobati                          |
| Berywam                 | Beatboxers                        |
| Annette & Yannick       | Pattinatori                       |
| Novruzov Brothers       | Atleti di mano a mano comici      |

I concorrenti sono stati divisi in 4 quartine e il pubblico da casa, tramite il Televoto, ha deciso il migliore di ognuna, che passa alla fase successiva; questo l'esito:

### Primo gruppo
| Posizione | Nome artista            | Genere                       | % Televoto |
| --------- | ----------------------- | ---------------------------- | ---------- |
| 1°        | Giovanni Cervelli       | Cantante lirico              | 55%        |
| 2°        | Nicholas Pellini        | Bambino ballerino di tip tap | 18%        |
| 3°        | Novruzov Brothers       | Atleti di mano a mano comici | 16%        |
| 4°        | Massimiliano Piffaretti | Wakeboarder                  | 11%        |

### Secondo gruppo
| Posizione | Nome artista            | Genere                            | % Televoto |
| --------- | ----------------------- | --------------------------------- | ---------- |
| 1°        | Duo Ice                 | Atleti di mano a mano e ballerini | 30%        |
| 2°        | Berywam                 | Beatboxers                        | 29%        |
| 3°        | Nico Acampora - PizzAut | Pizzaioli disabili                | 25%        |
| 4°        | Legion Malambo          | Ballerini                         | 16%        |

### Terzo gruppo
| Posizione | Nome artista         | Genere                        | % Televoto |
| --------- | -------------------- | ----------------------------- | ---------- |
| 1°        | Davide Santacolomba  | Pianista con problemi uditivi | 34%        |
| 2°        | Full Project Company | Crew                          | 32%        |
| 3°        | Ion Dodon            | Cantante                      | 25%        |
| 4°        | Maurizio Zavatta     | Equilibrista                  | 9%         |

### Quarto gruppo
| Posizione | Nome artista          | Genere          | % Televoto |
| --------- | --------------------- | --------------- | ---------- |
| 1°        | Salah the Entertainer | Ballerino       | 37%        |
| 2°        | Maurizio Indelicato   | Cantante lirico | 31%        |
| 3°        | Annette & Yannick     | Pattinatori     | 27%        |
| 4°        | True Tricks           | Acrobati        | 6%         |

### Televoto finale
Alla fine della puntata il pubblico, sempre tramite il televoto, ha rivotato i 4 migliori concorrenti, stilando la seguente classifica:
| Posizione | Nome artista          | Genere                            | % Televoto |
| --------- | --------------------- | --------------------------------- | ---------- |
| 1°        | Salah The Entertainer | Ballerino                         | 35%        |
| 2°        | Giovanni Cervelli     | Cantante lirico                   | 25%        |
| 3°        | Davide Santacolomba   | Pianista con problemi uditivi     | 21%        |
| 4°        | Duo Ice               | Atleti di mano a mano e ballerini | 19%        |

- Quindi il vincitore della quarta edizione di Tú sí que vales è il ballerino Salah The Entertainer, seguito al secondo posto dal cantante lirico Giovanni Cervelli; medaglia di bronzo per Davide Santacolomba, pianista con problemi uditivi.

## Classifica finale
| Posizione | Nome artista            | Genere                            |
| --------- | ----------------------- | --------------------------------- |
| 1°        | Salah The Entertainer   | Ballerino                         |
| 2°        | Giovanni Cervelli       | Cantante lirico                   |
| 3°        | Davide Santacolomba     | Pianista con problemi uditivi     |
| 4°        | Duo Ice                 | Atleti di mano a mano e ballerini |
| 5°        | Full Project Company    | Crew                              |
| 5°        | Maurizio Indelicato     | Cantante lirico                   |
| 5°        | Berywam                 | Beatboxers                        |
| 5°        | Nicholas Pellini        | Bambino ballerino di tip tap      |
| 6°        | Annette & Yannick       | Pattinatori                       |
| 6°        | Nico Acampora - PizzAut | Pizzaioli disabili                |
| 6°        | Ion Dodon               | Cantante                          |
| 6°        | Novruzov Brothers       | Atleti di mano a mano comici      |
| 7°        | Legion Malambo          | Ballerini                         |
| 7°        | Massimiliano Piffaretti | Wakeboarder                       |
| 7°        | Maurizio Zavatta        | Equilibrista                      |
| 7°        | True Tricks             | Acrobati                          |

## Scuderia Scotti
Anche in questa edizione all'interno del programma c'è la Scuderia Scotti. I concorrenti della Scuderia Scotti, dal discutibile talento, non partecipano alla competizione tradizionale di Tú sí que vales, bensì in un circuito apposito per loro. Questi i concorrenti che ne fanno parte:
| Nome artista                        | Genere                   |
| ----------------------------------- | ------------------------ |
| Antonio Leidi                       | Ballerino comico         |
| Vito Scano                          | Anziano cantante comico  |
| Nino                                | Cantante comico          |
| Michele Nitti                       | Mimo                     |
| Giancarlo Rizzato e Renato Barbieri | Cantanti comici          |
| Claudio Fatibene                    | Cantante comico          |
| Isidoro Special Trainer             | Cantante comico          |
| Magic Voice                         | Cantante comico          |
| Lele Sandoz                         | Cantante comico          |
| Rocco Santoro                       | Ballerino comico         |
| Vincenzo Scappaticci                | Anziano ballerino comico |
| Nicola Ielpo                        | Ballerino comico         |
| Antonio D'Angelo                    | Cantante comico          |
| Giulio De Ranieri                   | Cantante                 |

Durante la nona puntata di Audizioni si è svolta la prima selezione della Scuderia Scotti per scegliere i semifinalisti di questa categoria. Questi i risultati:
Primo gruppo
| Nome artista  | Genere                  | Esito della sfida                      |
| ------------- | ----------------------- | -------------------------------------- |
| Vito Scano    | Anziano cantante comico | Eliminato                              |
| Nicola Ielpo  | Ballerino Comico        | Eliminato                              |
| Michele Nitti | Mimo                    | Semifinalista, scelto da Teo Mammucari |

Secondo gruppo
| Nome artista  | Genere           | Esito della sfida                         |
| ------------- | ---------------- | ----------------------------------------- |
| Magic Voice   | Cantante comico  | Semifinalista, scelto da Maria De Filippi |
| Rocco Santoro | Ballerino comico | Eliminato                                 |
| Lele Sandoz   | Cantante comico  | Eliminato                                 |

Terzo gruppo
| Nome artista         | Genere                   | Esito della sfida                                       |
| -------------------- | ------------------------ | ------------------------------------------------------- |
| Antonio D'Angelo     | Cantante comico          | Eliminato, ma ripescato da Gerry Scotti e Semifinalista |
| Giulio De Ranieri    | Cantante                 | Semifinalista, scelto da Rudy Zerbi                     |
| Vincenzo Scappaticci | Anziano ballerino comico | Eliminato, ma ripescato da Gerry Scotti e Semifinalista |

Quarto gruppo
| Nome artista                        | Genere          | Esito della sfida                    |
| ----------------------------------- | --------------- | ------------------------------------ |
| Isidoro Special Trainer             | Cantante comico | Eliminato                            |
| Claudio Fatibene                    | Cantante comico | Eliminato                            |
| Giancarlo Rizzato e Renato Barbieri | Cantanti comici | Semifinalisti, scelti da Mara Venier |

Quinto gruppo
| Nome artista  | Genere           | Esito della sfida |
| ------------- | ---------------- | ----------------- |
| Antonio Leidi | Ballerino comico | Eliminato         |
| Nino          | Cantante comico  | Eliminato         |

### Semifinale
Questi i concorrenti della Scuderia Scotti che partecipano alla Semifinale a seguito della selezione nella nona puntata:
| Nome artista                        | Genere                   |
| ----------------------------------- | ------------------------ |
| Michele Nitti                       | Mimo                     |
| Magic Voice                         | Cantante comico          |
| Giulio De Ranieri                   | Cantante                 |
| Giancarlo Rizzato e Renato Barbieri | Cantanti comici          |
| Vincenzo Scappaticci                | Anziano ballerino comico |
| Antonio D'Angelo                    | Cantante comico          |

Durante la Semifinale si è anche svolta parallelamente la seconda selezione della Scuderia Scotti: i 6 concorrenti sono stati divisi in 3 coppie e al termine di ogni sfida è la giuria popolare a decidere chi dei due accede alla Finale.
Primo gruppo
| Nome artista      | Genere          | Voto della giuria popolare | Esito della sfida |
| ----------------- | --------------- | -------------------------- | ----------------- |
| Antonio D'Angelo  | Cantante comico | 69%                        | Finalista         |
| Giulio De Ranieri | Cantante        | 31%                        | Eliminato         |

Secondo gruppo
| Nome artista         | Genere                   | Voto della giuria popolare | Esito della sfida |
| -------------------- | ------------------------ | -------------------------- | ----------------- |
| Michele Nitti        | Mimo                     | 27%                        | Eliminato         |
| Vincenzo Scappaticci | Anziano ballerino comico | 73%                        | Finalista         |

Terzo gruppo
| Nome artista                        | Genere          | Voto della giuria popolare | Esito della sfida |
| ----------------------------------- | --------------- | -------------------------- | ----------------- |
| Giancarlo Rizzato e Renato Barbieri | Cantanti comici | 62%                        | Finalisti         |
| Magic Voice                         | Cantante comico | 38%                        | Eliminato         |

### Finale
Questi i concorrenti della Scuderia Scotti che partecipano alla Finale a seguito della selezione nella Semifinale:
| Nome artista                        | Genere                   |
| ----------------------------------- | ------------------------ |
| Antonio D'Angelo                    | Cantante comico          |
| Vincenzo Scappaticci                | Anziano ballerino comico |
| Giancarlo Rizzato e Renato Barbieri | Cantanti comici          |

Durante la Finale si sono riesibiti i 3 migliori concorrenti della Scuderia Scotti e la giuria popolare ha decretato il vincitore; questa la classifica finale:
| Posizione | Nome artista                        | Genere                   | % voti della giuria popolare |
| --------- | ----------------------------------- | ------------------------ | ---------------------------- |
| 1°        | Antonio D'Angelo                    | Cantante comico          | 54%                          |
| 2°        | Vincenzo Scappaticci                | Anziano ballerino comico | 27%                          |
| 3°        | Giancarlo Rizzato e Renato Barbieri | Cantanti comici          | 19%                          |

- Quindi il vincitore della Scuderia Scotti è il cantante comico Antonio D'Angelo.

## Altri premi
Quest'anno la produzione ha premiato alcuni talenti meritevoli che non partecipavano alla competizione:
- nella prima puntata la cantante Paola Turci ha premiato Mirna Kassis, cantante della Siria;
- nella quinta puntata la showgirl Lorella Cuccarini ha premiato Adriano Mastrolorenzo, musicista che suona in ospedale;
- nella sesta puntata l'attore Pif ha premiato Vincenzo D'Amato, monologhista su temi di Mafia;
- nella settima puntata il conduttore e giornalista Massimo Giletti ha premiato la Società Cooperativa Sociale L'ala, che si occupa dell'integrazione di giovani immigrati.

## Ascolti
| Puntata    | Messa in onda     | Telespettatori | Share  | Ospiti                |
| ---------- | ----------------- | -------------- | ------ | --------------------- |
| 1          | 30 settembre 2017 | 4 996 000      | 29,62% | Paola Turci           |
| 2          | 7 ottobre 2017    | 4 668 000      | 24,82% | –                     |
| 3          | 14 ottobre 2017   | 4 757 000      | 26,68% | –                     |
| 4          | 21 ottobre 2017   | 5 085 000      | 26,76% | –                     |
| 5          | 28 ottobre 2017   | 5 453 000      | 28,76% | Lorella Cuccarini     |
| 6          | 4 novembre 2017   | 5 635 000      | 30,07% | Pif                   |
| 7          | 11 novembre 2017  | 5 061 000      | 27,33% | Riki, Massimo Giletti |
| 8          | 18 novembre 2017  | 5 552 000      | 29,40% | Antonio Casanova      |
| 9          | 25 novembre 2017  | 5 560 000      | 29,42% | –                     |
| Semifinale | 2 dicembre 2017   | 5 326 000      | 28,56% | –                     |
| Finale     | 9 dicembre 2017   | 5 299 000      | 27,43% | –                     |
| Media      | Media             | 5 217 000      | 28,07% |                       |
| Il meglio  | 16 dicembre 2017  | 3 595 000      | 19,40% |                       |

- Nota 1: in termini di telespettatori, la première risulta essere la più vista dell'intero programma.